# زائده بالین‌وار پیشین
زائده بالین‌وار پیشین (انگلیسی: Anterior clinoid process) یا زائده کلینوئید قدامی، برجستگی خلفی استخوان پروانه‌ای در محل اتصال انتهای داخلی هر یک از بال‌های کوچک استخوان پروانه‌ای با تنه استخوان پروانه‌ای است. این دو زائده در دو سو به شکل طرفی زین ترکی را از سمت جلو احاطه می‌کنند.
زائده بالین‌وار پیشین (ACP) ساختاری مهم برای عمل‌های جراحی درون‌جمجمه‌ای و درون‌عروقی برای ساختارهای متعددی مثل هیپوفیز و سرخرگ کاروتید درونی است.

## کالبدشناسی
زائده بالین‌وار پیشین برجستگی استخوانی هرمی‌شکل از بال کوچکتر استخوان پروانه‌ای است و بخشی از دیواره جانبی مجرای بصری را تشکیل می‌دهد. بین دو زائده بالین‌وار پیشین زین ترکی قرار دارد که غده هیپوفیز را در خود جای می‌دهد. علاوه بر این، زائده بالین‌وار پیشین بخشی از سقف قدامی cavernous sinus است. قسمت‌های خلفی و تحتانی زائده بالین‌وار پیشین با سرخرگ کاروتید درونی هم‌مرز است.

### پیوست‌ها
لبه آزاد چادرینه مخچه در هر طرف از منتهی‌الیه لبه متصل همان طرف به‌صورت قدامی کشیده شده‌است (که در قسمت قدامی در زائده بالین‌وار پسین ختم می‌شود) تا در نهایت با اتصال به زائده بالین‌وار پیشین خاتمه یابد.